# Ilan Vardi
Ilan Vardi (* 29. März 1957 in Paris) ist ein kanadischer Mathematiker.

## Leben
Vardi studierte an der McGill University (Bachelor-Abschluss 1978) und wurde 1982 am Massachusetts Institute of Technology bei Dorian Goldfeld promoviert (On the spectrum of the metaplectic group with applications to Dedekind Sums). Als Post-Doc war er 1982/83 als Assistent von Atle Selberg am Institute for Advanced Study.
Danach war er Assistant Professor an der Stanford University und 1989 bis 1991 in der Algorithmenentwicklung bei Wolfram Research. Er war Gastwissenschaftler am INRIA in Rocquencourt (1989, 1991, 1998), an der Rutgers University, dem IHES (1999–2000) und am Caltech, Gastprofessor unter anderem am Macalester College in St. Paul (Minnesota), der Oklahoma State University und am MSRI.
Zurzeit ist er an der École polytechnique.
Vardi beschäftigt sich insbesondere mit Zahlentheorie, Algorithmenentwicklung, Kodierungstheorie und schrieb ein Buch über Unterhaltungsmathematik für die Programmiersprache Mathematica.

## Schriften
- On Code and Pseudocode, PDF-Datei, Mathematica Journal, Band 6, 1996, Heft 2
- Computational Recreations in Mathematica, Addison-Wesley 1991